# ギャレット・クロシェ
- ギャレット・クロチェット
- ギャレット・クロケット

ギャレット・ノーラン・クロシェ（Garrett Nolan Crochet, 英語発音: /ˈgærɪt kroʊˈʃeɪ/; 1999年6月21日 - ）は、アメリカ合衆国ミシシッピ州オーシャンスプリングス出身のプロ野球選手（投手）。左投左打。MLBのボストン・レッドソックス所属。

## 経歴

### プロ入り前
高校時代、2017年のMLBドラフト34巡目（全体1014位）でミルウォーキー・ブルワーズから指名されたが、契約せずにテネシー大学に進学した。

### プロ入りとホワイトソックス時代
2020年のMLBドラフト1巡目（全体11位）でシカゴ・ホワイトソックスから指名され、契約金約450万ドルで契約しプロ入り。9月18日のシンシナティ・レッズ戦でマイナーリーグを経験せずにメジャーデビューを果たした。これは2010年のマイク・リーク以来、史上22人目の快挙である。また、リークはマイナーリーグでの経験こそないもののメジャーデビュー前にアリゾナ・フォールリーグでプレーしており、クロシェのようにプロ未経験でメジャーデビューを果たしたのは1978年のマイク・モーガンとティム・コンロイまで遡る。ポストシーズンでもロースターに登録され、2020年のアメリカンリーグワイルドカードシリーズでは1試合に登板し、無失点だったが、チームは敗退した。
2021年は54試合に登板して3勝5敗、防御率2.82、奪三振を記録した。ポストシーズンでもロースターに登録され、2021年のアメリカンリーグディビジョンシリーズでは3試合に登板し、無失点だったが、チームは敗退した。
2022年3月31日、スプリングトレーニング期間中に行われたシンシナティ・レッズとの試合で8回裏に登板し、先頭打者を三振に仕留めた後、緊急降板した。その後、尺骨側副靱帯に損傷があることが明らかになり、4月2日にトミー・ジョン手術を受けた。
2023年5月16日に故障者リストから復帰し、5月18日に2シーズンぶりにメジャーでの登板を果たした。この年も中継ぎのみで13試合に登板し、防御率3.55などを記録した。
2024年は、自身初の開幕投手、MLBオールスターゲームに選出された。32試合に先発登板し、6勝12敗、防御率3.58、209奪三振（リーグ4位）などを記録したが、規定投球回には到達しなかった。オフにカムバック賞を受賞した。

### レッドソックス時代
2024年12月11日にカイル・ティール、ブレイデン・モンゴメリー、ウィケルマン・ゴンザレス、チェイス・メイドロスとのトレードで、ボストン・レッドソックスへ移籍した。
2025年3月31日に6年総額1億7000万ドルで契約延長したことを複数の米メディアが報じた。

## 選手としての特徴
| 球種           | 割合 | 平均球速 | 平均球速 | 最高球速 | 最高球速 |
| 球種           | %    | mph      | km/h     | mph      | km/h     |
| -------------- | ---- | -------- | -------- | -------- | -------- |
| フォーシーム   | 64.3 | 96.7     | 155.6    | 99.4     | 160      |
| スライダー     | 27.9 | 85.2     | 137.1    | 90.2     | 145.2    |
| チェンジアップ | 7.9  | 91.8     | 147.7    | 94.2     | 151.6    |

最速101.5mph （約163.3km/h）の速球を中心に投じる。

## 詳細情報

### 年度別投手成績
| 年 度    | 球 団    | 登 板 | 先 発 | 完 投 | 完 封 | 無 四 球 | 勝 利 | 敗 戦 | セ 丨 ブ | ホ 丨 ル ド | 勝 率 | 打 者 | 投 球 回 | 被 安 打 | 被 本 塁 打 | 与 四 球 | 敬 遠 | 与 死 球 | 奪 三 振 | 暴 投 | ボ 丨 ク | 失 点 | 自 責 点 | 防 御 率 | W H I P |
| -------- | -------- | ----- | ----- | ----- | ----- | -------- | ----- | ----- | -------- | ----------- | ----- | ----- | -------- | -------- | ----------- | -------- | ----- | -------- | -------- | ----- | -------- | ----- | -------- | -------- | ------- |
| 2020     | CWS      | 5     | 0     | 0     | 0     | 0        | 0     | 0     | 0        | 1           | ----  | 22    | 6.0      | 3        | 0           | 0        | 0     | 1        | 8        | 0     | 0        | 0     | 0        | 0.00     | 0.50    |
| 2021     | CWS      | 54    | 0     | 0     | 0     | 0        | 3     | 5     | 0        | 14          | .375  | 230   | 54.1     | 42       | 2           | 27       | 2     | 1        | 65       | 4     | 0        | 22    | 17       | 2.82     | 1.27    |
| 2023     | CWS      | 13    | 0     | 0     | 0     | 0        | 0     | 2     | 0        | 0           | .000  | 64    | 12.2     | 12       | 1           | 13       | 0     | 1        | 12       | 1     | 0        | 6     | 5        | 3.55     | 1.97    |
| 2024     | CWS      | 32    | 32    | 0     | 0     | 0        | 6     | 12    | 0        | 0           | .333  | 595   | 146.0    | 123      | 18          | 33       | 0     | 5        | 209      | 3     | 1        | 61    | 58       | 3.58     | 1.07    |
| MLB：4年 | MLB：4年 | 104   | 32    | 0     | 0     | 0        | 9     | 19    | 0        | 15          | .321  | 911   | 219.0    | 180      | 21          | 73       | 2     | 8        | 294      | 8     | 1        | 89    | 80       | 3.29     | 1.16    |

- 2024年度シーズン終了時

### 年度別守備成績
| 年 度 | 球 団 | 投手（P） | 投手（P） | 投手（P） | 投手（P） | 投手（P） | 投手（P） |
| 年 度 | 球 団 | 試 合     | 刺 殺     | 補 殺     | 失 策     | 併 殺     | 守 備 率  |
| ----- | ----- | --------- | --------- | --------- | --------- | --------- | --------- |
| 2020  | CWS   | 5         | 0         | 0         | 0         | 0         | ----      |
| 2021  | CWS   | 54        | 0         | 3         | 3         | 0         | .500      |
| 2023  | CWS   | 13        | 1         | 0         | 1         | 0         | .500      |
| 2024  | CWS   | 32        | 4         | 8         | 1         | 1         | .923      |
| MLB   | MLB   | 104       | 5         | 11        | 5         | 1         | .762      |

- 2024年度シーズン終了時

### 表彰
- カムバック賞：1回（2024年）
- ピッチャー・オブ・ザ・マンス：1回（2024年6月）

### 記録
- MLBオールスターゲーム選出：1回（2024年）

### 背番号
- 45（2020年 - 2024年）
- 35（2025年 - ）